# La Bande à Bill
La Bande à Bill est le 30e album de la série de bande dessinée Boule et Bill, dessiné par Laurent Verron. L'ouvrage est publié en 2005.

## Présentation de l'album
L'album parle d'animaux.

Boule (le petit garçon roux) et Bill (le cocker roux) sont les meilleurs amis du mondes. Ils vivent dans une famille avec un papa rigolo, une maman adorable et une tortue toute mignonne. Leur quotidien est plus ou moins ponctué, pour Boule de devoirs scolaires, pour Bill d’os enterrés dans le jardin. Mais un rendez-vous hebdomadaire ne saurait être manqué pour rien au monde : la toilette complète de Bill. Pour y parvenir, Boule et ses parents usent et abusent de tous les subterfuges, car le cocker est rusé ! Le toutou finit néanmoins systématiquement shampouiné des oreilles au museau. Mais la nouveauté dans ce traintrain bien rôdé est le passage à proximité d’un cirque et de sa ménagerie bigarrée. Boule a tôt fait de sympathiser avec le petit garçon clown de la troupe et Bill fait copains-copains avec les animaux du cirque. Seul un animal lui est extrêmement antipathique : le caméléon, qui utilise sa longue langue pour choper avant lui les morceaux de sucre…

## Personnages principaux
- Boule, le jeune maître de Bill, jamais à court d'idées lorsqu'il s'agit d'aventures.
- Bill, le cocker roux susceptible et farceur.
- Caroline, la tortue romantique amoureuse de Bill.
- Pouf, le meilleur ami de Boule, qui entretient des rapports légèrement… conflictuels avec Bill !
- Les parents de Boule, toujours présents pour surveiller la petite famille et y mettre de l'ordre (ou non).

### Articles externes
- « Boule et Bill -30- La Bande à Bill », sur bedetheque.com.
- Boule et Bill - Tome 30 : La Bande à Bill sur dargaud.com (consulté le 13 mars 2022).